# Czajków (gmina)
Pour les articles homonymes, voir Czajków.
Czajków [ˈt͡ʂai̯kuf] est une commune rurale de la Voïvodie de Grande-Pologne et du powiat d'Ostrzeszów. Elle s'étend sur 70,8 km2 et comptait 2 575 habitants en 2010. Elle se situe à environ 25 kilomètres au nord-est d'Ostrzeszów et à 141 kilomètres au sud-est de Poznań, la capitale régionale.

## Géographie
| - Plan de la gmina. - Situation de la gmina dans le powiat. |